# Liste der Nummer-eins-Hits in Belgien (2016)
Dies ist eine Liste der Nummer-eins-Hits in Belgien im Jahr 2016. Für die niederländischsprachigen Landesteile (Flandern) und die französischsprachigen Landesteile (Wallonie) werden getrennte Charts ermittelt. Veröffentlicht werden die Charts von Ultratop, das auf Initiative der Belgian Entertainment Association (BEA), der Vereinigung der Musik-, Film- und Spieleindustrie des Landes, entstanden ist.
Mit der ersten Ausgabe der Charts in diesem Jahr wurden bei der Ermittlung der Platzierungen neben den Verkäufen sowohl Airplay als auch Musikstreaming berücksichtigt.

## Flandern

### Singles
| ← 2015 ← | Liste der Nummer-eins-Hits in Belgien (Flandern) | Liste der Nummer-eins-Hits in Belgien (Flandern)         | Liste der Nummer-eins-Hits in Belgien (Flandern)                                                                                                 | 2017 →                    |
| \| Zeitraum \| Wo. ges. \| Interpret \| Titel Autor(en) \| Zusätzliche Informationen \| \| (Zeitraum, Wochen auf Platz eins, Interpret, Titel, Autor[en], zusätzliche Informationen) \| \| \| \| \| \| ----------------------------------------------------------------------------------------- \| -------- \| -------------------------------------------------------- \| ------------------------------------------------------------------------------------------------------------------------------------------------ \| ------------------------- \| \| 28. November 2015 – 22. Januar 2016 8 Wochen (insgesamt 11) \| 11 \| Adele \| Hello Adele Adkins, Greg Kurstin \| – \| \| 23. Januar 2016 – 29. Januar 2016 1 Woche \| 1 \| Emma Bale feat. Milow \| Fortune Cookie Jonathan Vandenbroeck, Gianluca Presti, Emma Balemans \| – \| \| 30. Januar 2016 – 18. März 2016 7 Wochen (insgesamt 10) \| 10 \| Lukas Graham \| 7 Years Lukas Forchhammer, Morten Ristorp, Stefan Forrest, Morten Pilegaard \| – \| \| 19. März 2016 – 25. März 2016 1 Woche \| 1 \| Dua Lipa \| Be the One Lucy Taylor, Nicholas James Gale \| – \| \| 26. März 2016 – 15. April 2016 3 Wochen (insgesamt 10) \| 10 \| Lukas Graham \| 7 Years Lukas Forchhammer, Morten Ristorp, Stefan Forrest, Morten Pilegaard \| – \| \| 16. April 2016 – 6. Mai 2016 3 Wochen \| 3 \| Mike Posner \| I Took a Pill in Ibiza Mike Posner \| – \| \| 7. Mai 2016 – 27. Mai 2016 3 Wochen \| 3 \| Drake feat. WizKid & Kyla \| One Dance Aubrey Drake Graham, Paul Jefferies, Noah Shebib, Logan Sama, Ayodeji Ibrahim Balogun, Themba Sekowe, Kyla Reid, Errol Reid, Luke Reid \| – \| \| 28. Mai 2016 – 12. August 2016 11 Wochen (insgesamt 14) \| 14 \| Justin Timberlake \| Can’t Stop the Feeling! Justin Timberlake, Max Martin, Karl Johan Schuster \| – \| \| 13. August 2016 – 19. August 2016 1 Woche \| 1 \| Lost Frequencies feat. Sandro Cavazza \| Beautiful Life Felix De Laet, Janne Kask, Sandro Cavazza \| – \| \| 20. August 2016 – 2. September 2016 2 Wochen (insgesamt 14) \| 14 \| Justin Timberlake \| Can’t Stop the Feeling! Justin Timberlake, Max Martin, Karl Johan Schuster \| – \| \| 3. September 2016 – 9. September 2016 1 Woche \| 1 \| Álvaro Soler \| Sofia Simon Triebel, Ali Zuckowski, Nadir Khayat, Jakke Erixson, Álvaro Tauchert Soler \| – \| \| 10. September 2016 – 16. September 2016 1 Woche (insgesamt 14) \| 14 \| Justin Timberlake \| Can’t Stop the Feeling! Justin Timberlake, Max Martin, Karl Johan Schuster \| – \| \| 17. September 2016 – 28. Oktober 2016 6 Wochen \| 6 \| The Chainsmokers feat. Halsey \| Closer Andrew Taggart, Ashley Frangipane, Shaun Frank, Frederic Kennett, Isaac Slade, Joe King \| – \| \| 29. Oktober 2016 – 18. November 2016 3 Wochen (insgesamt 6) \| 6 \| Rag ’n’ Bone Man \| Human Jamie Hartman, Rory Graham \| – \| \| 19. November 2016 – 2. Dezember 2016 2 Wochen (insgesamt 3) \| 3 \| Lost Frequencies \| What Is Love 2016 Dee Dee Halligan, Junior Torello, Felix De Laet \| – \| \| 3. Dezember 2016 – 9. Dezember 2016 1 Woche (insgesamt 6) \| 6 \| Rag ’n’ Bone Man \| Human Jamie Hartman, Rory Graham \| – \| \| 10. Dezember 2016 – 16. Dezember 2016 1 Woche (insgesamt 3) \| 3 \| Lost Frequencies \| What Is Love 2016 Dee Dee Halligan, Junior Torello, Felix De Laet \| – \| \| 17. Dezember 2016 – 23. Dezember 2016 1 Woche (insgesamt 6) \| 6 \| Rag ’n’ Bone Man \| Human Jamie Hartman, Rory Graham \| – \| \| 24. Dezember 2016 – 30. Dezember 2016 1 Woche (insgesamt 2) \| 2 \| Dimitri Vegas & Like Mike vs. Diplo feat. Deb’s Daughter \| Hey Baby Thomas Wesley Pentz, Francesca Richard, Dimitri Thivaios, Michael Thivaios, Philip Meckseper, Boaz de Jong, Peter Hanna \| – \| \| 31. Dezember 2016 – 13. Januar 2017 2 Wochen (insgesamt 6) \| 6 \| Rag ’n’ Bone Man \| Human Jamie Hartman, Rory Graham \| – \| |                                                  |                                                          | |                           |
| ← 2015 |                                                  |                                                          | | → 2017 →                  |
| Zeitraum | Wo. ges.                                         | Interpret                                                | Titel Autor(en) | Zusätzliche Informationen |
| (Zeitraum, Wochen auf Platz eins, Interpret, Titel, Autor[en], zusätzliche Informationen) |                                                  |                                                          | |                           |
| 28. November 2015 – 22. Januar 2016 8 Wochen (insgesamt 11) | 11                                               | Adele                                                    | Hello Adele Adkins, Greg Kurstin | –                         |
| 23. Januar 2016 – 29. Januar 2016 1 Woche | 1                                                | Emma Bale feat. Milow                                    | Fortune Cookie Jonathan Vandenbroeck, Gianluca Presti, Emma Balemans                                                                             | –                         |
| 30. Januar 2016 – 18. März 2016 7 Wochen (insgesamt 10) | 10                                               | Lukas Graham                                             | 7 Years Lukas Forchhammer, Morten Ristorp, Stefan Forrest, Morten Pilegaard                                                                      | –                         |
| 19. März 2016 – 25. März 2016 1 Woche | 1                                                | Dua Lipa                                                 | Be the One Lucy Taylor, Nicholas James Gale | –                         |
| 26. März 2016 – 15. April 2016 3 Wochen (insgesamt 10) | 10                                               | Lukas Graham                                             | 7 Years Lukas Forchhammer, Morten Ristorp, Stefan Forrest, Morten Pilegaard                                                                      | –                         |
| 16. April 2016 – 6. Mai 2016 3 Wochen | 3                                                | Mike Posner                                              | I Took a Pill in Ibiza Mike Posner | –                         |
| 7. Mai 2016 – 27. Mai 2016 3 Wochen | 3                                                | Drake feat. WizKid & Kyla                                | One Dance Aubrey Drake Graham, Paul Jefferies, Noah Shebib, Logan Sama, Ayodeji Ibrahim Balogun, Themba Sekowe, Kyla Reid, Errol Reid, Luke Reid | –                         |
| 28. Mai 2016 – 12. August 2016 11 Wochen (insgesamt 14) | 14                                               | Justin Timberlake                                        | Can’t Stop the Feeling! Justin Timberlake, Max Martin, Karl Johan Schuster                                                                       | –                         |
| 13. August 2016 – 19. August 2016 1 Woche | 1                                                | Lost Frequencies feat. Sandro Cavazza                    | Beautiful Life Felix De Laet, Janne Kask, Sandro Cavazza                                                                                         | –                         |
| 20. August 2016 – 2. September 2016 2 Wochen (insgesamt 14) | 14                                               | Justin Timberlake                                        | Can’t Stop the Feeling! Justin Timberlake, Max Martin, Karl Johan Schuster                                                                       | –                         |
| 3. September 2016 – 9. September 2016 1 Woche | 1                                                | Álvaro Soler                                             | Sofia Simon Triebel, Ali Zuckowski, Nadir Khayat, Jakke Erixson, Álvaro Tauchert Soler                                                           | –                         |
| 10. September 2016 – 16. September 2016 1 Woche (insgesamt 14) | 14                                               | Justin Timberlake                                        | Can’t Stop the Feeling! Justin Timberlake, Max Martin, Karl Johan Schuster                                                                       | –                         |
| 17. September 2016 – 28. Oktober 2016 6 Wochen | 6                                                | The Chainsmokers feat. Halsey                            | Closer Andrew Taggart, Ashley Frangipane, Shaun Frank, Frederic Kennett, Isaac Slade, Joe King                                                   | –                         |
| 29. Oktober 2016 – 18. November 2016 3 Wochen (insgesamt 6) | 6                                                | Rag ’n’ Bone Man                                         | Human Jamie Hartman, Rory Graham | –                         |
| 19. November 2016 – 2. Dezember 2016 2 Wochen (insgesamt 3) | 3                                                | Lost Frequencies                                         | What Is Love 2016 Dee Dee Halligan, Junior Torello, Felix De Laet                                                                                | –                         |
| 3. Dezember 2016 – 9. Dezember 2016 1 Woche (insgesamt 6) | 6                                                | Rag ’n’ Bone Man                                         | Human Jamie Hartman, Rory Graham | –                         |
| 10. Dezember 2016 – 16. Dezember 2016 1 Woche (insgesamt 3) | 3                                                | Lost Frequencies                                         | What Is Love 2016 Dee Dee Halligan, Junior Torello, Felix De Laet                                                                                | –                         |
| 17. Dezember 2016 – 23. Dezember 2016 1 Woche (insgesamt 6) | 6                                                | Rag ’n’ Bone Man                                         | Human Jamie Hartman, Rory Graham | –                         |
| 24. Dezember 2016 – 30. Dezember 2016 1 Woche (insgesamt 2) | 2                                                | Dimitri Vegas & Like Mike vs. Diplo feat. Deb’s Daughter | Hey Baby Thomas Wesley Pentz, Francesca Richard, Dimitri Thivaios, Michael Thivaios, Philip Meckseper, Boaz de Jong, Peter Hanna                 | –                         |
| 31. Dezember 2016 – 13. Januar 2017 2 Wochen (insgesamt 6) | 6                                                | Rag ’n’ Bone Man                                         | Human Jamie Hartman, Rory Graham | –                         |

### Alben
| ← 2015 ← | Liste der Nummer-eins-Hits in Belgien (Flandern) | Liste der Nummer-eins-Hits in Belgien (Flandern) | Liste der Nummer-eins-Hits in Belgien (Flandern) | 2017 →                    |
| \| Zeitraum \| Wo. ges. \| Interpret \| Titel \| Zusätzliche Informationen \| \| (Zeitraum, Wochen auf Platz eins, Interpret, Titel, zusätzliche Informationen) \| \| \| \| \| \| ------------------------------------------------------------------------------ \| -------- \| --------------------------- \| -------------------------------- \| ------------------------- \| \| 26. Dezember 2015 – 15. Januar 2016 3 Wochen (insgesamt 5) \| 5 \| K3 \| 10.000 luchtballonnen \| – \| \| 16. Januar 2016 – 12. Februar 2016 4 Wochen \| 4 \| David Bowie \| Blackstar \| – \| \| 13. Februar 2016 – 26. Februar 2016 2 Wochen (insgesamt 5) \| 5 \| K3 \| 10.000 luchtballonnen \| – \| \| 27. Februar 2016 – 4. März 2016 1 Woche \| 1 \| (Verschiedene Interpreten) \| Liefde voor muziek \| – \| \| 5. März 2016 – 11. März 2016 1 Woche \| 1 \| Clouseau \| Clouseau danst \| – \| \| 12. März 2016 – 25. März 2016 2 Wochen \| 2 \| Dana Winner \| Puur \| – \| \| 26. März 2016 – 1. April 2016 1 Woche \| 1 \| Hooverphonic \| In Wonderland \| – \| \| 2. April 2016 – 8. April 2016 1 Woche \| 1 \| Bent Van Looy \| Pyjama Days \| – \| \| 9. April 2016 – 15. April 2016 1 Woche \| 1 \| The Last Shadow Puppets \| Everything You’ve Come to Expect \| – \| \| 16. April 2016 – 22. April 2016 1 Woche \| 1 \| Admiral Freebee \| Wake Up and Dream \| – \| \| 23. April 2016 – 29. April 2016 1 Woche \| 1 \| Goose \| What You Need \| – \| \| 30. April 2016 – 10. Juni 2016 6 Wochen (insgesamt 7) \| 7 \| Beyoncé \| Lemonade \| – \| \| 11. Juni 2016 – 17. Juni 2016 1 Woche \| 1 \| Volbeat \| Seal the Deal & Let’s Boogie \| – \| \| 18. Juni 2016 – 24. Juni 2016 1 Woche \| 1 \| Netsky \| 3 \| – \| \| 25. Juni 2016 – 1. Juli 2016 1 Woche \| 1 \| Red Hot Chili Peppers \| The Getaway \| – \| \| 2. Juli 2016 – 15. Juli 2016 2 Wochen \| 2 \| Radiohead \| A Moon Shaped Pool \| – \| \| 16. Juli 2016 – 12. August 2016 4 Wochen \| 4 \| Christoff \| Hou me vast \| – \| \| 13. August 2016 – 19. August 2016 1 Woche (insgesamt 7) \| 7 \| Beyoncé \| Lemonade \| – \| \| 20. August 2016 – 26. August 2016 1 Woche \| 1 \| Willy Sommers \| Het erfgoed van Willy Sommers \| – \| \| 27. August 2016 – 2. September 2016 1 Woche \| 1 \| Frank Ocean \| Blonde \| – \| \| 3. September 2016 – 9. September 2016 1 Woche \| 1 \| Céline Dion \| Encore un soir \| – \| \| 10. September 2016 – 16. September 2016 1 Woche \| 1 \| Warhaus \| We Fucked a Flame Into Being \| – \| \| 17. September 2016 – 7. Oktober 2016 3 Wochen \| 3 \| Nick Cave and the Bad Seeds \| Skeleton Tree \| – \| \| 8. Oktober 2016 – 28. Oktober 2016 3 Wochen (insgesamt 4) \| 4 \| Bazart \| Echo \| – \| \| 29. Oktober 2016 – 11. November 2016 2 Wochen (insgesamt 6) \| 6 \| Leonard Cohen \| You Want It Darker \| – \| \| 12. November 2016 – 18. November 2016 1 Woche \| 1 \| Stan Van Samang \| Stan Van Samang \| – \| \| 19. November 2016 – 25. November 2016 1 Woche (insgesamt 2) \| 2 \| K3 \| Ushuaia \| – \| \| 26. November 2016 – 2. Dezember 2016 1 Woche \| 1 \| Metallica \| Hardwired…to Self-Destruct \| – \| \| 3. Dezember 2016 – 9. Dezember 2016 1 Woche (insgesamt 2) \| 2 \| K3 \| Ushuaia \| – \| \| 10. Dezember 2016 – 16. Dezember 2016 1 Woche \| 1 \| The Rolling Stones \| Blue & Lonesome \| – \| \| 17. Dezember 2016 – 20. Januar 2017 5 Wochen (insgesamt 7) \| 7 \| Leonard Cohen \| You Want It Darker \| – \| |                                                  |                                                  |                                                  |                           |
| ← 2015 |                                                  |                                                  |                                                  | → 2017 →                  |
| Zeitraum | Wo. ges.                                         | Interpret                                        | Titel                                            | Zusätzliche Informationen |
| (Zeitraum, Wochen auf Platz eins, Interpret, Titel, zusätzliche Informationen) |                                                  |                                                  |                                                  |                           |
| 26. Dezember 2015 – 15. Januar 2016 3 Wochen (insgesamt 5) | 5                                                | K3                                               | 10.000 luchtballonnen                            | –                         |
| 16. Januar 2016 – 12. Februar 2016 4 Wochen | 4                                                | David Bowie                                      | Blackstar                                        | –                         |
| 13. Februar 2016 – 26. Februar 2016 2 Wochen (insgesamt 5) | 5                                                | K3                                               | 10.000 luchtballonnen                            | –                         |
| 27. Februar 2016 – 4. März 2016 1 Woche | 1                                                | (Verschiedene Interpreten)                       | Liefde voor muziek                               | –                         |
| 5. März 2016 – 11. März 2016 1 Woche | 1                                                | Clouseau                                         | Clouseau danst                                   | –                         |
| 12. März 2016 – 25. März 2016 2 Wochen | 2                                                | Dana Winner                                      | Puur                                             | –                         |
| 26. März 2016 – 1. April 2016 1 Woche | 1                                                | Hooverphonic                                     | In Wonderland                                    | –                         |
| 2. April 2016 – 8. April 2016 1 Woche | 1                                                | Bent Van Looy                                    | Pyjama Days                                      | –                         |
| 9. April 2016 – 15. April 2016 1 Woche | 1                                                | The Last Shadow Puppets                          | Everything You’ve Come to Expect                 | –                         |
| 16. April 2016 – 22. April 2016 1 Woche | 1                                                | Admiral Freebee                                  | Wake Up and Dream                                | –                         |
| 23. April 2016 – 29. April 2016 1 Woche | 1                                                | Goose                                            | What You Need                                    | –                         |
| 30. April 2016 – 10. Juni 2016 6 Wochen (insgesamt 7) | 7                                                | Beyoncé                                          | Lemonade                                         | –                         |
| 11. Juni 2016 – 17. Juni 2016 1 Woche | 1                                                | Volbeat                                          | Seal the Deal & Let’s Boogie                     | –                         |
| 18. Juni 2016 – 24. Juni 2016 1 Woche | 1                                                | Netsky                                           | 3                                                | –                         |
| 25. Juni 2016 – 1. Juli 2016 1 Woche | 1                                                | Red Hot Chili Peppers                            | The Getaway                                      | –                         |
| 2. Juli 2016 – 15. Juli 2016 2 Wochen | 2                                                | Radiohead                                        | A Moon Shaped Pool                               | –                         |
| 16. Juli 2016 – 12. August 2016 4 Wochen | 4                                                | Christoff                                        | Hou me vast                                      | –                         |
| 13. August 2016 – 19. August 2016 1 Woche (insgesamt 7) | 7                                                | Beyoncé                                          | Lemonade                                         | –                         |
| 20. August 2016 – 26. August 2016 1 Woche | 1                                                | Willy Sommers                                    | Het erfgoed van Willy Sommers                    | –                         |
| 27. August 2016 – 2. September 2016 1 Woche | 1                                                | Frank Ocean                                      | Blonde                                           | –                         |
| 3. September 2016 – 9. September 2016 1 Woche | 1                                                | Céline Dion                                      | Encore un soir                                   | –                         |
| 10. September 2016 – 16. September 2016 1 Woche | 1                                                | Warhaus                                          | We Fucked a Flame Into Being                     | –                         |
| 17. September 2016 – 7. Oktober 2016 3 Wochen | 3                                                | Nick Cave and the Bad Seeds                      | Skeleton Tree                                    | –                         |
| 8. Oktober 2016 – 28. Oktober 2016 3 Wochen (insgesamt 4) | 4                                                | Bazart                                           | Echo                                             | –                         |
| 29. Oktober 2016 – 11. November 2016 2 Wochen (insgesamt 6) | 6                                                | Leonard Cohen                                    | You Want It Darker                               | –                         |
| 12. November 2016 – 18. November 2016 1 Woche | 1                                                | Stan Van Samang                                  | Stan Van Samang                                  | –                         |
| 19. November 2016 – 25. November 2016 1 Woche (insgesamt 2) | 2                                                | K3                                               | Ushuaia                                          | –                         |
| 26. November 2016 – 2. Dezember 2016 1 Woche | 1                                                | Metallica                                        | Hardwired…to Self-Destruct                       | –                         |
| 3. Dezember 2016 – 9. Dezember 2016 1 Woche (insgesamt 2) | 2                                                | K3                                               | Ushuaia                                          | –                         |
| 10. Dezember 2016 – 16. Dezember 2016 1 Woche | 1                                                | The Rolling Stones                               | Blue & Lonesome                                  | –                         |
| 17. Dezember 2016 – 20. Januar 2017 5 Wochen (insgesamt 7) | 7                                                | Leonard Cohen                                    | You Want It Darker                               | –                         |

### Jahreshitparaden
| ← 2015 ← | Liste der Nummer-eins-Hits in Belgien (Flandern) | Liste der Nummer-eins-Hits in Belgien (Flandern) | Liste der Nummer-eins-Hits in Belgien (Flandern) | 2017 →   |
| \| Singles \| Position# \| Alben \| \| -------------------------------------------------------------------------------------------------------------------------------------------------------------------------- \| --------- \| ------------------------------------ \| \| Can’t Stop the Feeling! Justin Timberlake , Max Martin, Karl Johan Schuster \| 1 \| 10.000 luchtballonnen K3 \| \| One Dance Drake feat. WizKid & Kyla Aubrey Drake Graham, Paul Jefferies, Noah Shebib, Logan Sama, Ayodeji Ibrahim Balogun, Themba Sekowe, Kyla Reid, Errol Reid, Luke Reid \| 2 \| 25 Adele \| \| I Took a Pill in Ibiza Mike Posner \| 3 \| Blackstar David Bowie \| \| 7 Years Lukas Graham Lukas Forchhammer, Morten Ristorp, Stefan Forrest, Morten Pilegaard \| 4 \| You Want It Darker Leonard Cohen \| \| Faded Alan Walker , Jesper Borgen, Anders Frøen, Gunnar Greve Pettersen \| 5 \| Ushuaia K3 \| \| This Girl Kungs vs. Cookin’ on 3 Burners Lance Ferguson, Ivan Khatchoyan, Jake Mason \| 6 \| Clouseau danst Clouseau \| \| Don’t Let Me Down The Chainsmokers feat. Daya Andrew Taggart, Emily Warren, Scott Harris \| 7 \| En route Tourist LeMC \| \| Cheap Thrills Sia feat. Sean Paul Sia Furler, Greg Kurstin, Sean Paul Henriques \| 8 \| Hardwired…to Self-Destruct Metallica \| \| Beautiful Life Lost Frequencies feat. Sandro Cavazza Felix De Laet, Janne Kask, Sandro Cavazza \| 9 \| Lemonade Beyoncé \| \| Be the One Dua Lipa Lucy Taylor, Nicholas James Gale \| 10 \| Echo Bazart \| |                                                  |                                                  |                                                  |          |
| ← 2015 |                                                  |                                                  |                                                  | → 2017 → |
| Singles | Position#                                        | Alben                                            |                                                  |          |
| Can’t Stop the Feeling! Justin Timberlake , Max Martin, Karl Johan Schuster | 1                                                | 10.000 luchtballonnen K3                         |                                                  |          |
| One Dance Drake feat. WizKid & Kyla Aubrey Drake Graham, Paul Jefferies, Noah Shebib, Logan Sama, Ayodeji Ibrahim Balogun, Themba Sekowe, Kyla Reid, Errol Reid, Luke Reid | 2                                                | 25 Adele                                         |                                                  |          |
| I Took a Pill in Ibiza Mike Posner | 3                                                | Blackstar David Bowie                            |                                                  |          |
| 7 Years Lukas Graham Lukas Forchhammer, Morten Ristorp, Stefan Forrest, Morten Pilegaard | 4                                                | You Want It Darker Leonard Cohen                 |                                                  |          |
| Faded Alan Walker , Jesper Borgen, Anders Frøen, Gunnar Greve Pettersen | 5                                                | Ushuaia K3                                       |                                                  |          |
| This Girl Kungs vs. Cookin’ on 3 Burners Lance Ferguson, Ivan Khatchoyan, Jake Mason | 6                                                | Clouseau danst Clouseau                          |                                                  |          |
| Don’t Let Me Down The Chainsmokers feat. Daya Andrew Taggart, Emily Warren, Scott Harris | 7                                                | En route Tourist LeMC                            |                                                  |          |
| Cheap Thrills Sia feat. Sean Paul Sia Furler, Greg Kurstin, Sean Paul Henriques | 8                                                | Hardwired…to Self-Destruct Metallica             |                                                  |          |
| Beautiful Life Lost Frequencies feat. Sandro Cavazza Felix De Laet, Janne Kask, Sandro Cavazza | 9                                                | Lemonade Beyoncé                                 |                                                  |          |
| Be the One Dua Lipa Lucy Taylor, Nicholas James Gale | 10                                               | Echo Bazart                                      |                                                  |          |

## Wallonie

### Singles
| ← 2015 ← | Liste der Nummer-eins-Hits in Belgien (Wallonie) | Liste der Nummer-eins-Hits in Belgien (Wallonie) | Liste der Nummer-eins-Hits in Belgien (Wallonie)                                                                                   | 2017 →                    |
| \| Zeitraum \| Wo. ges. \| Interpret \| Titel Autor(en) \| Zusätzliche Informationen \| \| (Zeitraum, Wochen auf Platz eins, Interpret, Titel, Autor[en], zusätzliche Informationen) \| \| \| \| \| \| ----------------------------------------------------------------------------------------- \| -------- \| ------------------------------------- \| ---------------------------------------------------------------------------------------------------------------------------------- \| ------------------------- \| \| 31. Oktober 2015 – 4. März 2016 18 Wochen \| 18 \| Adele \| Hello Adele Adkins, Greg Kurstin \| – \| \| 5. März 2016 – 11. März 2016 1 Woche \| 1 \| Rihanna feat. Drake \| Work Jahron Braithwaite, Matthew Samuels, Allen Ritter, Rupert Thomas, Aubrey Drake Graham, Robyn Fenty, Monte Moir \| – \| \| 12. März 2016 – 1. April 2016 3 Wochen \| 3 \| Yall feat. Gabriela Richardson \| Hundred Miles Joan Sala, David Borràs, Gabriela Richardson \| – \| \| 2. April 2016 – 29. April 2016 4 Wochen \| 4 \| Alan Walker \| Faded Alan Walker, Jesper Borgen, Anders Frøen, Gunnar Greve Pettersen \| – \| \| 30. April 2016 – 13. Mai 2016 2 Wochen (insgesamt 4) \| 4 \| Mike Posner \| I Took a Pill in Ibiza Mike Posner \| – \| \| 14. Mai 2016 – 20. Mai 2016 1 Woche \| 1 \| Sia feat. Sean Paul \| Cheap Thrills Sia Furler, Greg Kurstin, Sean Paul Henriques \| – \| \| 21. Mai 2016 – 3. Juni 2016 2 Wochen (insgesamt 4) \| 4 \| Mike Posner \| I Took a Pill in Ibiza Mike Posner \| – \| \| 4. Juni 2016 – 5. August 2016 9 Wochen (insgesamt 11) \| 11 \| Kungs vs. Cookin’ on 3 Burners \| This Girl Lance Ferguson, Ivan Khatchoyan, Jake Mason \| – \| \| 6. August 2016 – 2. September 2016 4 Wochen \| 4 \| Justin Timberlake \| Can’t Stop the Feeling! Justin Timberlake, Max Martin, Karl Johan Schuster \| – \| \| 3. September 2016 – 16. September 2016 2 Wochen (insgesamt 11) \| 11 \| Kungs vs. Cookin’ on 3 Burners \| This Girl Lance Ferguson, Ivan Khatchoyan, Jake Mason \| – \| \| 17. September 2016 – 30. September 2016 2 Wochen (insgesamt 3) \| 3 \| Lost Frequencies feat. Sandro Cavazza \| Beautiful Life Felix De Laet, Janne Kask, Sandro Cavazza \| – \| \| 1. Oktober 2016 – 7. Oktober 2016 1 Woche \| 1 \| Major Lazer feat. Justin Bieber & Mø \| Cold Water Ed Sheeran, Benjamin Levin, Karen Marie Ørsted, Thomas Pentz, Justin Bieber, Jamie Scott, Philip Meckseper, Henry Allen \| – \| \| 8. Oktober 2016 – 14. Oktober 2016 1 Woche (insgesamt 3) \| 3 \| Lost Frequencies feat. Sandro Cavazza \| Beautiful Life Felix De Laet, Janne Kask, Sandro Cavazza \| – \| \| 15. Oktober 2016 – 21. Oktober 2016 1 Woche \| 1 \| Møme feat. Merryn Jeann \| Aloha Jérémy Souillart, Merryn Boller \| – \| \| 22. Oktober 2016 – 11. November 2016 3 Wochen (insgesamt 4) \| 4 \| LP \| Lost on You Laura Pergolizzi \| – \| \| 12. November 2016 – 25. November 2016 2 Wochen \| 2 \| Sia feat. Kendrick Lamar \| The Greatest Sia Furler, Greg Kurstin, Kendrick Duckworth \| – \| \| 26. November 2016 – 2. Dezember 2016 1 Woche (insgesamt 3) \| 3 \| Rag ’n’ Bone Man \| Human Jamie Hartman, Rory Graham \| – \| \| 3. Dezember 2016 – 16. Dezember 2016 2 Wochen (insgesamt 3) \| 3 \| The Weeknd feat. Daft Punk \| Starboy Abel Tesfaye, Guy-Manuel de Homem-Christo, Thomas Bangalter, Martin McKinney, Henry Walter, Jason Quenneville \| – \| \| 17. Dezember 2016 – 23. Dezember 2016 1 Woche (insgesamt 4) \| 4 \| LP \| Lost on You Laura Pergolizzi \| – \| \| 24. Dezember 2016 – 30. Dezember 2016 1 Woche (insgesamt 3) \| 3 \| The Weeknd feat. Daft Punk \| Starboy Abel Tesfaye, Guy-Manuel de Homem-Christo, Thomas Bangalter, Martin McKinney, Henry Walter, Jason Quenneville \| – \| \| 31. Dezember 2016 – 13. Januar 2017 2 Wochen (insgesamt 3) \| 3 \| Rag ’n’ Bone Man \| Human Jamie Hartman, Rory Graham \| – \| |                                                  |                                                  | |                           |
| ← 2015 |                                                  |                                                  | | → 2017 →                  |
| Zeitraum | Wo. ges.                                         | Interpret                                        | Titel Autor(en) | Zusätzliche Informationen |
| (Zeitraum, Wochen auf Platz eins, Interpret, Titel, Autor[en], zusätzliche Informationen) |                                                  |                                                  | |                           |
| 31. Oktober 2015 – 4. März 2016 18 Wochen | 18                                               | Adele                                            | Hello Adele Adkins, Greg Kurstin                                                                                                   | –                         |
| 5. März 2016 – 11. März 2016 1 Woche | 1                                                | Rihanna feat. Drake                              | Work Jahron Braithwaite, Matthew Samuels, Allen Ritter, Rupert Thomas, Aubrey Drake Graham, Robyn Fenty, Monte Moir                | –                         |
| 12. März 2016 – 1. April 2016 3 Wochen | 3                                                | Yall feat. Gabriela Richardson                   | Hundred Miles Joan Sala, David Borràs, Gabriela Richardson                                                                         | –                         |
| 2. April 2016 – 29. April 2016 4 Wochen | 4                                                | Alan Walker                                      | Faded Alan Walker, Jesper Borgen, Anders Frøen, Gunnar Greve Pettersen                                                             | –                         |
| 30. April 2016 – 13. Mai 2016 2 Wochen (insgesamt 4) | 4                                                | Mike Posner                                      | I Took a Pill in Ibiza Mike Posner                                                                                                 | –                         |
| 14. Mai 2016 – 20. Mai 2016 1 Woche | 1                                                | Sia feat. Sean Paul                              | Cheap Thrills Sia Furler, Greg Kurstin, Sean Paul Henriques                                                                        | –                         |
| 21. Mai 2016 – 3. Juni 2016 2 Wochen (insgesamt 4) | 4                                                | Mike Posner                                      | I Took a Pill in Ibiza Mike Posner                                                                                                 | –                         |
| 4. Juni 2016 – 5. August 2016 9 Wochen (insgesamt 11) | 11                                               | Kungs vs. Cookin’ on 3 Burners                   | This Girl Lance Ferguson, Ivan Khatchoyan, Jake Mason                                                                              | –                         |
| 6. August 2016 – 2. September 2016 4 Wochen | 4                                                | Justin Timberlake                                | Can’t Stop the Feeling! Justin Timberlake, Max Martin, Karl Johan Schuster                                                         | –                         |
| 3. September 2016 – 16. September 2016 2 Wochen (insgesamt 11) | 11                                               | Kungs vs. Cookin’ on 3 Burners                   | This Girl Lance Ferguson, Ivan Khatchoyan, Jake Mason                                                                              | –                         |
| 17. September 2016 – 30. September 2016 2 Wochen (insgesamt 3) | 3                                                | Lost Frequencies feat. Sandro Cavazza            | Beautiful Life Felix De Laet, Janne Kask, Sandro Cavazza                                                                           | –                         |
| 1. Oktober 2016 – 7. Oktober 2016 1 Woche | 1                                                | Major Lazer feat. Justin Bieber & Mø             | Cold Water Ed Sheeran, Benjamin Levin, Karen Marie Ørsted, Thomas Pentz, Justin Bieber, Jamie Scott, Philip Meckseper, Henry Allen | –                         |
| 8. Oktober 2016 – 14. Oktober 2016 1 Woche (insgesamt 3) | 3                                                | Lost Frequencies feat. Sandro Cavazza            | Beautiful Life Felix De Laet, Janne Kask, Sandro Cavazza                                                                           | –                         |
| 15. Oktober 2016 – 21. Oktober 2016 1 Woche | 1                                                | Møme feat. Merryn Jeann                          | Aloha Jérémy Souillart, Merryn Boller                                                                                              | –                         |
| 22. Oktober 2016 – 11. November 2016 3 Wochen (insgesamt 4) | 4                                                | LP                                               | Lost on You Laura Pergolizzi | –                         |
| 12. November 2016 – 25. November 2016 2 Wochen | 2                                                | Sia feat. Kendrick Lamar                         | The Greatest Sia Furler, Greg Kurstin, Kendrick Duckworth                                                                          | –                         |
| 26. November 2016 – 2. Dezember 2016 1 Woche (insgesamt 3) | 3                                                | Rag ’n’ Bone Man                                 | Human Jamie Hartman, Rory Graham                                                                                                   | –                         |
| 3. Dezember 2016 – 16. Dezember 2016 2 Wochen (insgesamt 3) | 3                                                | The Weeknd feat. Daft Punk                       | Starboy Abel Tesfaye, Guy-Manuel de Homem-Christo, Thomas Bangalter, Martin McKinney, Henry Walter, Jason Quenneville              | –                         |
| 17. Dezember 2016 – 23. Dezember 2016 1 Woche (insgesamt 4) | 4                                                | LP                                               | Lost on You Laura Pergolizzi | –                         |
| 24. Dezember 2016 – 30. Dezember 2016 1 Woche (insgesamt 3) | 3                                                | The Weeknd feat. Daft Punk                       | Starboy Abel Tesfaye, Guy-Manuel de Homem-Christo, Thomas Bangalter, Martin McKinney, Henry Walter, Jason Quenneville              | –                         |
| 31. Dezember 2016 – 13. Januar 2017 2 Wochen (insgesamt 3) | 3                                                | Rag ’n’ Bone Man                                 | Human Jamie Hartman, Rory Graham                                                                                                   | –                         |

### Alben
| ← 2015 ← | Liste der Nummer-eins-Hits in Belgien (Wallonie) | Liste der Nummer-eins-Hits in Belgien (Wallonie) | Liste der Nummer-eins-Hits in Belgien (Wallonie) | 2017 →                    |
| \| Zeitraum \| Wo. ges. \| Interpret \| Titel \| Zusätzliche Informationen \| \| (Zeitraum, Wochen auf Platz eins, Interpret, Titel, zusätzliche Informationen) \| \| \| \| \| \| ------------------------------------------------------------------------------ \| -------- \| --------------------- \| --------------------------------- \| ------------------------- \| \| 28. November 2015 – 15. Januar 2016 7 Wochen \| 7 \| Adele \| 25 \| – \| \| 16. Januar 2016 – 29. Januar 2016 2 Wochen \| 2 \| David Bowie \| Blackstar \| – \| \| 30. Januar 2016 – 12. Februar 2016 2 Wochen (insgesamt 3) \| 3 \| Alice on the Roof \| Higher \| – \| \| 13. Februar 2016 – 4. März 2016 3 Wochen (insgesamt 4) \| 4 \| Pascal Obispo \| Billet de femme \| – \| \| 5. März 2016 – 11. März 2016 1 Woche (insgesamt 3) \| 3 \| Alice on the Roof \| Higher \| – \| \| 12. März 2016 – 18. März 2016 1 Woche (insgesamt 4) \| 4 \| Pascal Obispo \| Billet de femme \| – \| \| 19. März 2016 – 15. April 2016 4 Wochen \| 4 \| Les Enfoirés \| 2016: Au rendez-vous des Enfoirés \| – \| \| 16. April 2016 – 29. April 2016 2 Wochen (insgesamt 3) \| 3 \| Renaud \| Renaud \| – \| \| 30. April 2016 – 6. Mai 2016 1 Woche \| 1 \| Puggy \| Colours \| – \| \| 7. Mai 2016 – 13. Mai 2016 1 Woche (insgesamt 3) \| 3 \| Renaud \| Renaud \| – \| \| 14. Mai 2016 – 20. Mai 2016 1 Woche \| 1 \| Florent Pagny \| Habana \| – \| \| 21. Mai 2016 – 24. Juni 2016 5 Wochen (insgesamt 7) \| 7 \| Christophe Maé \| L’attrape-rêves \| – \| \| 25. Juni 2016 – 1. Juli 2016 1 Woche \| 1 \| Red Hot Chili Peppers \| The Getaway \| – \| \| 2. Juli 2016 – 15. Juli 2016 2 Wochen (insgesamt 7) \| 7 \| Christophe Maé \| L’attrape-rêves \| – \| \| 16. Juli 2016 – 26. August 2016 6 Wochen \| 6 \| Slimane \| À bout de rêves \| – \| \| 27. August 2016 – 2. September 2016 1 Woche \| 1 \| Kids United \| 2 - Tout le bonheur de monde \| – \| \| 3. September 2016 – 23. September 2016 3 Wochen (insgesamt 6) \| 6 \| Céline Dion \| Encore un soir \| – \| \| 24. September 2016 – 30. September 2016 1 Woche \| 1 \| PNL \| Dans la légende \| – \| \| 1. Oktober 2016 – 21. Oktober 2016 3 Wochen (insgesamt 6) \| 6 \| Céline Dion \| Encore un soir \| – \| \| 22. Oktober 2016 – 28. Oktober 2016 1 Woche (insgesamt 4) \| 4 \| Julien Doré \| & \| – \| \| 29. Oktober 2016 – 18. November 2016 3 Wochen (insgesamt 10) \| 10 \| M. Pokora \| My Way \| – \| \| 19. November 2016 – 25. November 2016 1 Woche \| 1 \| Leonard Cohen \| You Want It Darker \| – \| \| 26. November 2016 – 2. Dezember 2016 1 Woche \| 1 \| Metallica \| Hardwired…to Self-Destruct \| – \| \| 3. Dezember 2016 – 9. Dezember 2016 1 Woche (insgesamt 10) \| 10 \| M. Pokora \| My Way \| – \| \| 10. Dezember 2016 – 30. Dezember 2016 3 Wochen \| 3 \| The Rolling Stones \| Blue & Lonesome \| – \| \| 31. Dezember 2016 – 3. Februar 2017 5 Wochen (insgesamt 10) \| 10 \| M. Pokora \| My Way \| – \| |                                                  |                                                  |                                                  |                           |
| ← 2015 |                                                  |                                                  |                                                  | → 2017 →                  |
| Zeitraum | Wo. ges.                                         | Interpret                                        | Titel                                            | Zusätzliche Informationen |
| (Zeitraum, Wochen auf Platz eins, Interpret, Titel, zusätzliche Informationen) |                                                  |                                                  |                                                  |                           |
| 28. November 2015 – 15. Januar 2016 7 Wochen | 7                                                | Adele                                            | 25                                               | –                         |
| 16. Januar 2016 – 29. Januar 2016 2 Wochen | 2                                                | David Bowie                                      | Blackstar                                        | –                         |
| 30. Januar 2016 – 12. Februar 2016 2 Wochen (insgesamt 3) | 3                                                | Alice on the Roof                                | Higher                                           | –                         |
| 13. Februar 2016 – 4. März 2016 3 Wochen (insgesamt 4) | 4                                                | Pascal Obispo                                    | Billet de femme                                  | –                         |
| 5. März 2016 – 11. März 2016 1 Woche (insgesamt 3) | 3                                                | Alice on the Roof                                | Higher                                           | –                         |
| 12. März 2016 – 18. März 2016 1 Woche (insgesamt 4) | 4                                                | Pascal Obispo                                    | Billet de femme                                  | –                         |
| 19. März 2016 – 15. April 2016 4 Wochen | 4                                                | Les Enfoirés                                     | 2016: Au rendez-vous des Enfoirés                | –                         |
| 16. April 2016 – 29. April 2016 2 Wochen (insgesamt 3) | 3                                                | Renaud                                           | Renaud                                           | –                         |
| 30. April 2016 – 6. Mai 2016 1 Woche | 1                                                | Puggy                                            | Colours                                          | –                         |
| 7. Mai 2016 – 13. Mai 2016 1 Woche (insgesamt 3) | 3                                                | Renaud                                           | Renaud                                           | –                         |
| 14. Mai 2016 – 20. Mai 2016 1 Woche | 1                                                | Florent Pagny                                    | Habana                                           | –                         |
| 21. Mai 2016 – 24. Juni 2016 5 Wochen (insgesamt 7) | 7                                                | Christophe Maé                                   | L’attrape-rêves                                  | –                         |
| 25. Juni 2016 – 1. Juli 2016 1 Woche | 1                                                | Red Hot Chili Peppers                            | The Getaway                                      | –                         |
| 2. Juli 2016 – 15. Juli 2016 2 Wochen (insgesamt 7) | 7                                                | Christophe Maé                                   | L’attrape-rêves                                  | –                         |
| 16. Juli 2016 – 26. August 2016 6 Wochen | 6                                                | Slimane                                          | À bout de rêves                                  | –                         |
| 27. August 2016 – 2. September 2016 1 Woche | 1                                                | Kids United                                      | 2 - Tout le bonheur de monde                     | –                         |
| 3. September 2016 – 23. September 2016 3 Wochen (insgesamt 6) | 6                                                | Céline Dion                                      | Encore un soir                                   | –                         |
| 24. September 2016 – 30. September 2016 1 Woche | 1                                                | PNL                                              | Dans la légende                                  | –                         |
| 1. Oktober 2016 – 21. Oktober 2016 3 Wochen (insgesamt 6) | 6                                                | Céline Dion                                      | Encore un soir                                   | –                         |
| 22. Oktober 2016 – 28. Oktober 2016 1 Woche (insgesamt 4) | 4                                                | Julien Doré                                      | &                                                | –                         |
| 29. Oktober 2016 – 18. November 2016 3 Wochen (insgesamt 10) | 10                                               | M. Pokora                                        | My Way                                           | –                         |
| 19. November 2016 – 25. November 2016 1 Woche | 1                                                | Leonard Cohen                                    | You Want It Darker                               | –                         |
| 26. November 2016 – 2. Dezember 2016 1 Woche | 1                                                | Metallica                                        | Hardwired…to Self-Destruct                       | –                         |
| 3. Dezember 2016 – 9. Dezember 2016 1 Woche (insgesamt 10) | 10                                               | M. Pokora                                        | My Way                                           | –                         |
| 10. Dezember 2016 – 30. Dezember 2016 3 Wochen | 3                                                | The Rolling Stones                               | Blue & Lonesome                                  | –                         |
| 31. Dezember 2016 – 3. Februar 2017 5 Wochen (insgesamt 10) | 10                                               | M. Pokora                                        | My Way                                           | –                         |

### Jahreshitparaden
| ← 2015 ← | Liste der Nummer-eins-Hits in Belgien (Wallonie) | Liste der Nummer-eins-Hits in Belgien (Wallonie) | Liste der Nummer-eins-Hits in Belgien (Wallonie) | 2017 →   |
| \| Singles \| Position# \| Alben \| \| -------------------------------------------------------------------------------------------------------------------------------------------------------------------------- \| --------- \| --------------------------------- \| \| Cheap Thrills Sia feat. Sean Paul Sia Furler, Greg Kurstin, Sean Paul Henriques \| 1 \| Encore un soir Céline Dion \| \| This Girl Kungs vs. Cookin’ on 3 Burners Lance Ferguson, Ivan Khatchoyan, Jake Mason \| 2 \| Renaud \| \| Hymn for the Weekend Coldplay Rik Simpson, Stargate, Digital Divide, Tim Bergling \| 3 \| Ensemble Kendji Girac \| \| One Dance Drake feat. WizKid & Kyla Aubrey Drake Graham, Paul Jefferies, Noah Shebib, Logan Sama, Ayodeji Ibrahim Balogun, Themba Sekowe, Kyla Reid, Errol Reid, Luke Reid \| 4 \| Higher Alice on the Roof \| \| Faded Alan Walker , Jesper Borgen, Anders Frøen, Gunnar Greve Pettersen \| 5 \| 25 Adele \| \| I Took a Pill in Ibiza Mike Posner \| 6 \| L’attrape-rêves Christophe Maé \| \| Can’t Stop the Feeling! Justin Timberlake , Max Martin, Karl Johan Schuster \| 7 \| My Way M. Pokora \| \| Don’t Be So Shy (Filatov & Karas Remix) Imany Nadia Mladjao, Stéfane Goldman \| 8 \| Mon cœur avait raison Maître Gims \| \| This Is What You Came For Calvin Harris feat. Rihanna Calvin Harris, Taylor Swift \| 9 \| Blackstar David Bowie \| \| J’ai cherché Amir Amir Haddad, Johan Errami, Nazim Khaled \| 10 \| Chambre 12 Louane \| |                                                  |                                                  |                                                  |          |
| ← 2015 |                                                  |                                                  |                                                  | → 2017 → |
| Singles | Position#                                        | Alben                                            |                                                  |          |
| Cheap Thrills Sia feat. Sean Paul Sia Furler, Greg Kurstin, Sean Paul Henriques | 1                                                | Encore un soir Céline Dion                       |                                                  |          |
| This Girl Kungs vs. Cookin’ on 3 Burners Lance Ferguson, Ivan Khatchoyan, Jake Mason | 2                                                | Renaud                                           |                                                  |          |
| Hymn for the Weekend Coldplay Rik Simpson, Stargate, Digital Divide, Tim Bergling | 3                                                | Ensemble Kendji Girac                            |                                                  |          |
| One Dance Drake feat. WizKid & Kyla Aubrey Drake Graham, Paul Jefferies, Noah Shebib, Logan Sama, Ayodeji Ibrahim Balogun, Themba Sekowe, Kyla Reid, Errol Reid, Luke Reid | 4                                                | Higher Alice on the Roof                         |                                                  |          |
| Faded Alan Walker , Jesper Borgen, Anders Frøen, Gunnar Greve Pettersen | 5                                                | 25 Adele                                         |                                                  |          |
| I Took a Pill in Ibiza Mike Posner | 6                                                | L’attrape-rêves Christophe Maé                   |                                                  |          |
| Can’t Stop the Feeling! Justin Timberlake , Max Martin, Karl Johan Schuster | 7                                                | My Way M. Pokora                                 |                                                  |          |
| Don’t Be So Shy (Filatov & Karas Remix) Imany Nadia Mladjao, Stéfane Goldman | 8                                                | Mon cœur avait raison Maître Gims                |                                                  |          |
| This Is What You Came For Calvin Harris feat. Rihanna Calvin Harris, Taylor Swift | 9                                                | Blackstar David Bowie                            |                                                  |          |
| J’ai cherché Amir Amir Haddad, Johan Errami, Nazim Khaled | 10                                               | Chambre 12 Louane                                |                                                  |          |